# تأثیر آی‌بی‌ام پی‌سی بر بازار رایانه‌های شخصی

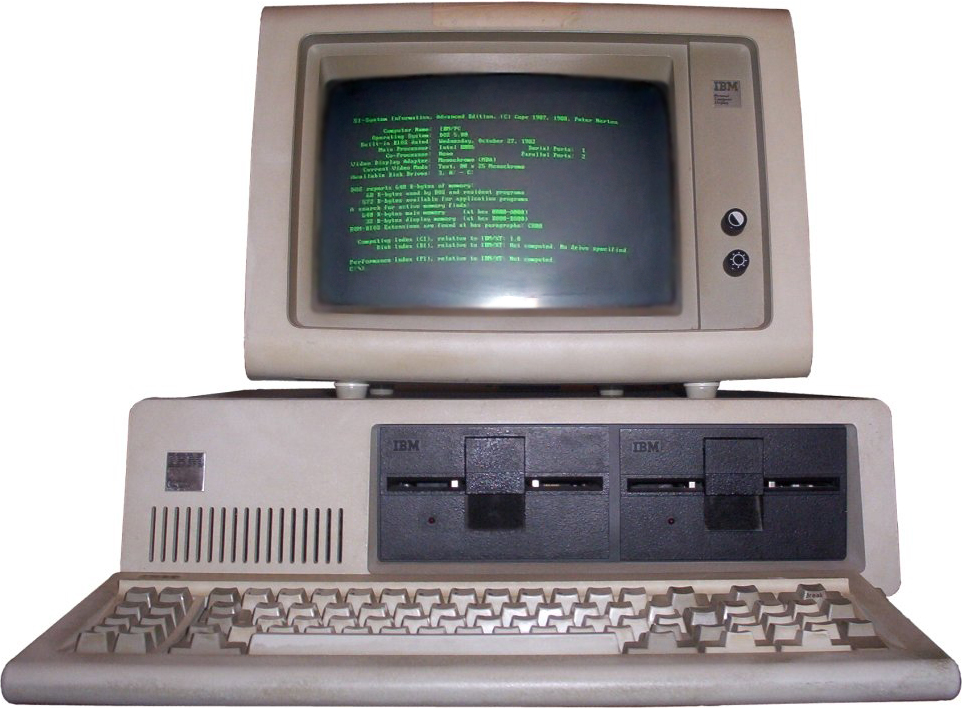
رایانه شخصی آی‌بی‌ام، مدل ۵۱۵۰

پیرو معرفی کامپیوترهای شخصی IBM خیلی از معماری‌های کامپیوترهای شخصی دیگر در طی چند سال منسوخ شدند.

## قبل از معرفی IBM PC
قبل از اینکه PC IBMمعرفی شود، بازار رایانه‌های شخصی توسط سیستم با استفاده از ۶۵۰۲ و Z80 ریزپردازنده‌های ۸ بیتی، مانند TRS 80 و سری Apple II، که ازسیستم عامل اختصاصی استفاده می‌کرد، و همچنین کامپیوتر هایCP / M. پس از معرفی IBM PC توسط IBM، در سال ۱۹۸۴ که IBM PC و کلون کامپیوتر غالب تبدیل شدند. در حدود سال ۱۹۷۸، چندین پردازنده‌های ۱۶ بیتی در دسترس قرار گرفت، مانند داده Mn60، Fairchild 9440، Ferranti F100 - 1، ابزار عمومی CP1600 و CP1610، نیمه هادی INS8900، MN1610 Panafacom, TMS9900 تگزاس اینسترومنتز، و به ویژه، اینتل ۸۰۸۶. این پردازنده‌های جدید برای استفاده در رایانه‌های شخصی گران‌قیمت بودند، چرا که از یک گذرگاه داده ۱۶ بیتی استفاده می‌کردند و نیاز به تراشه‌های ۱۶ بیتی محیطی و پشتیبانی نادر (و در نتیجه گران‌قیمت) داشتند.
بیش از ۵۰ سیستم‌های جدید کسب و کار گرای شخصی، یک سال پیش از انتشار IBM PC توسط IBM، وارد بازار شده بود. تعداد بسیار کمی از آن‌ها از ریز پردازندهٔ ۱۶ یا ۳۲ بیتی استفاده می‌کردند، در حالی که اعتقاد فروشندگان بر این بود که سیستم‌های ۸ بیتی به‌طور کلی کاملاً مناسب هستند، و اینتل ۸۰۸۶ بیش از حد گران بود.
برخی از تولیدکنندگان اصلی سیستم‌های کسب و کار ۸ بیتی در این دوره عبارتند از:
- Apple Computer Inc.
- کمودور اینترنشنال
- Cromemco
- Digital Equipment Corporation
- Durango systems inc.
- اچ‌پی
- Intersystems
- Morrow Designs
- North Star Computers
- Ohio Scientific
- اولیوتی
- Processor Technology
- Sharp
- South West Technical Products Corporation
- تندی کورپوریشن
- Zenith/Heathkit.

## PC IBM
در تاریخ ۱۲ اوت ۱۹۸۱، شرکت IBM، کامپیوتر شخصی IBM را روانهٔ بازار کرد. IBM PC از پردازندهٔ اینتل ۸۰۸۸، که در آن زمان جدید بود، استفاده می‌کرد؛ که مانند سایر پردازنده‌های ۱۶-بیتی، می‌توانست به ۱ مگابایت RAM دسترسی پیدا کند، اما از گذرگاه داده با پهنای ۸-بیت برای حافظه و دستگاه‌های جانبی استفاده می‌کرد. این طراحی اجازهٔ استفاده از خانوادهٔ تراشه‌های پشتیبانی بزرگ، به راحتی در دسترس و نسبتاً ارزان قیمتِ ۸-بیت-سازگار را می‌دهد. IBM پس از Motorola 68000 و i8086 اینتل تصمیم به استفاده از اینتل ۸۰۸۸ گرفت، چون دو پردازندهٔ دیگر، برای نیازهای مورد نظر بیش از حد قدرتمند بودند. شهرت IBM در محاسبات کسب و کار، باعث شد که معماری IBM PC سهم قابل توجهی از بازار برنامه‌های کاربردی کسب و کار را بدست آورد و بسیاری از شرکت‌های کوچک نرم‌افزار یا سخت‌افزار که IBM-سازگار را می‌فروختند، به سرعت در اندازه و اهمیت رشد کردند، از جمله Tecmar, Quadram, AST، تحقیق، و مایکروسافت.
بسیاری از شرکت‌های دیگر در آن زمان " رایانه‌های شخصی کسب و کار " را با استفاده از طرح‌های اختصاصی خود می‌ساختند، برخی با استفاده از ریزپردازنده‌های ۸-بیتی. آنهایی که پردازنده‌های x86 اینتل استفاده می‌کردند، اغلب از نسخه‌های بخصوصِ کلی و ناسازگار با سیستم‌های IBM از MS-DOS یا CP/M-86 استفاده می‌کردند، همان‌طور که سیستم‌های ۸-بیتی با پردازندهٔ اینتل 8080 CPU سازگار، به‌طور معمول از CP/M استفاده می‌کنند.
در اوایل سال ۱۹۸۴، BYTE خبر انتشار اولین ریزپردازندهٔ PC-سازگار، توسط North Star در پاییز ۱۹۸۳، را اعلام کرد. در سال ۱۹۷۶، North Star با محصولات ۸-بیتS-100 bus موفق بود، و محصولات ۱۶-بیتی اختصاصی معرفی کرده بود، اما در حال حاضر این شرکت اذعان دارد که IBM PCبه یک " استاندارد " تبدیل شده‌است، استانداردی که North Star باید از آن تبعیت کند. BYTE به عنوان نشانگری از تأثیرات زیادی که IBM در صنعت به وجود آورده‌است، آن را اینگونه توصیف کرد:
به شکل دردناکی آشکار شده‌است که کلید بقاء به عنوان یک تولیدکننده بزرگ، پذیرش توسط جامعه کسب و کار است. IBM PC، بدون شک دری به بازاری گسترده‌تر از هر کامپیوتر شخصی قبل از آن باز کرده‌است، اما در انجام این کار، سازگاری را به یک عامل اصلی در طراحی میکرو کامپیوتر تبدیل کرده‌است، برای بهتر یا بدتر شدن. اطلاعیه‌های اخیر توسط North Star … و یک میزبان شرکت‌های کوچک‌تر به نظر می‌رسد که نشان دهندهٔ این باشد که 8088/MS-سازگار، از یک دستهٔ موسیقی در حال تبدیل شدن به یک قطار باری پر سرعت است.

## استفاده از MS -DOS بر روی سیستم‌های ناسازگار با PC IBM مبتنی بر x86
در آغاز، هنگامی که IBM PC هنوز بر بازار تسلط نداشت، این سیستم‌های مبتنی بر x86، کلون‌های طراحی IBM PC نبودند، اما طراحی‌های داخلی متفاوتی داشتند، مانند سیستم‌های ۸-بیتی مبتنی بر CP/M که قبل از آنها وجود داشتند. حتی چند سال پس از معرفی IBM PC، تولیدکنندگانی مانند دیجیتال، HP، سانیو، Tandy، تگزاس اینسترومنتز، لاله کامپیوتر، NEC، آزمایشگاه وانگ و زیراکس، همچنان به معرفی رایانه‌های شخصی ای پرداختند که به سختی سخت‌افزار-سازگار با IBM PC بودند، هرچند از پردازنده‌های x86 و MS –DOS ranاستفاده می‌کردند. آنها از MS -DOS با روشی که مایکروسافت از ابتدا در نظر داشت، استفاده می‌کردند: با همان روشی سیستم‌های ۸-بیت از CP / M استفاده می‌کردند. آنها روال استاندارد BIOS ROM را به آرشیو استقلال سخت‌افزار اضافه کردند، همان‌طور که 8080 (Z80) بود؛ بنابراین هر دستگاه BIOS متفاوتی داشت تا زمانی که نرم‌افزار فراخوانی استاندارد MS –DOS اجرا می‌شد، که سازگاری را تضمین می‌کرد.
در حالی که مایکروسافت از یک برنامهٔ نصب پیچیده با برنامه‌های DOS خود استفاده می‌کرد، مانند Multiplan که درایورهایی برای دستگاه‌های جانبی بسیاری از سیستم‌های ناسازگار با IBM ارائه می‌کرد، که بسیاری از فروشندگان نرم‌افزار ارائه نمی‌کردند. پیتر نورتون، که پیشتر فروشندگان را به نوشتن نرم‌افزارهایی تشویق می‌کرد که در بسیاری از کامپیوترهای مختلف اجرا شوند، در اوایل سال ۱۹۸۵ اعتراف کرد -پس از تجربه مشکلاتی در انجام این کار در حال بازنویسی نرم‌افزار نورتون - که " هیچ راه عملی برای اکثر سازندگان نرم‌افزار برای نوشتن نرم‌افزارهای عمومی وجود ندارد ". برای گرفتن بهترین نتیجه از عملکرد متوسط ۸۰۸۸، بسیاری از برنامه‌های کاربردی نرم‌افزار محبوب، به‌طور خاص برای IBM PC نوشته شده بودند. توسعه دهندگان از این برنامه تصمیم به نوشتن برنامه به‌طور مستقیم به حافظه کامپیوتر (تصویری) و تراشه‌های محیطی، دور زدن MS –DOS و BIOS گرفتند. به عنوان مثال، برنامه‌ای که ممکن است به جای استفاده از فراخوانی MS –DOS و درایورهای دستگاه برای تغییر ظاهر صفحه نمایش به‌طور مستقیم به روز رسانی حافظه ویدئو را انجام دهد. بسیاری از بسته‌های نرم‌افزاری قابل توجه، مانند برنامه صفحه گسترده لوتوس ۱-۲-۳، و شبیه‌ساز پرواز مایکروسافت ۱٫۰، به‌طور مستقیم به سخت‌افزار IBM PC دسترسی پیدا می‌کنند و دور زدن BIOS را انجام می‌دهند، از این رو در کامپیوترهایی که، حتی در چیزهای کم‌اهمیت، متفاوت از IBM PC است، کار نمی‌کند. این امر به ویژه در بازی‌ها رایج بود. در نتیجه، سیستم‌هایی که به‌طور کامل سازگار با IBM PC نبودند نمی‌توانستند این نرم‌افزار اجرا کنند، و به سرعت منسوخ می‌شدند، و با آنها، محتوی نسخه‌های OEM از MS –DOS، به منظور اجرا (از طریق تماس‌های BIOS) در سخت‌افزارهای ناسازگار با IBM PC بود.

### شبیه‌سازی BIOS PC
یکی از اولین رایانه‌های استفاده از کلون نزدیک به IBM PC BIOS و ۱۰۰٪ PC- سازگار، Compaq portable بود، که در نوامبر ۱۹۸۲ منتشر شد. بلافاصله پس از آن فناوری ققنوس کلون خود را از BIOSIBM PC را راه‌اندازی و آن را دارای مجوز کرد، که همراه با استفادهٔ استاندارد IBM از ICهای off-the-shelf، امکان توسعهٔ یک کامپیوتر PC-سازگار را برای هر کسی ایجاد کرد.

### زوال اینتل ۸۰۱۸۶
اگرچه بر مبنای i8086 و امکان ایجاد سیستم‌های مبتنی بر x86 نسبتاً کم هزینه، اینتل ۸۰۱۸۶ به سرعت درخواست برای سازندگان PC x86 را از دست داد، به این دلیل که تراشهٔ مدار حمایت داخلی اینتل ۸۰۱۸۶ با تراشه‌هایی که در PC-چیپ ست استاندارد مورد استفاده IBM، ناسازگار بود. در رایانه‌های شخصی پس از سال ۱۹۸۲، بسیار به ندرت مورد استفاده قرار می‌گرفت.

## تسلط کلون
شما نمی‌پرسید که آیا یک ماشین جدید سریع است یا آهسته، فناوری‌های آن جدید است یا قدیمی. سؤال اول این است که، " آیا PC-سازگار است؟ "
- محاسبات خلاق، نوامبر ۱۹۸۴
سازگاری آن قدر مهم است که دیو واینر در سال ۱۹۸۵ (با اشاره به سازگاری ناقص PC ATبا IBM PC) به شوخی گفت: «تنها شرکتی که می‌تواند یک ماشین معرفی کند که PC-سازگار نیست، از بین نرود، IBM است». در پایان سال، مجله PC به‌طور مشابه اعلام کرد که حتی IBM دیگر نمی‌تواند یک سیستم عامل اختصاصی برای PC، همان‌طور که شایعات بیان می‌کرد، بدون سازگاری با DOS، معرفی کند. در ادامه افزود که «سازگاری [با PC IBM] بزرگترین نگرانی‌های توسعه دهندگان سخت‌افزار و نرم‌افزار است. جامعه کاربر بیش از حد بزرگ است و خواستار تغییر رادیکال شرایط یا رها کردن راه حل‌هایی که در گذشته پاسخگو بوده‌است، است».
در عرض چند سال پس از معرفیِ کاملاً سازگار با کلونIBM PC، تقریباً تمام رقیبان سیستم‌های رایانه‌های شخصی، و x86 با استفاده از معماری، از بازار رفته بودند. با وجود خطرات ذاتی یک صنعت بر اساس «استاندارد»، یک صنعت موفق در زمینه کلون PC پدید آمد. تنها سیستم‌های ناسازگار با IBM PC که باقی ماندند، آن‌هایی بودند که به عنوان رایانه‌های خانگی کلاس بندی شده بودند، مانند Apple II Series ساخته شده توسط شرکت Apple یا سیستم‌های کسب و کاری که ویژگی‌هایی داشتند که در IBM PC موجود نبود، مانند یکپارچگی سطح بالا (به عنوان مثال، حسابداری همراه و موجودی)، یا تحمل خطا و ویژگی چند وظیفه‌ای و ویژگی چند کاربر.
قیمت Compaq قابل مقایسه با IBM بود، و این شرکت در همکاری با مشتریان بر ویژگی‌ها و کیفیت رایانه‌های خود تأکید داشت. از اواسط سال ۱۹۸۵، آنچه که Compute! به عنوان یک "موج" از کلون‌های ارزان قیمت از شرکت‌های آمریکایی و آسیایی معرفی می‌کرد، باعث شد که قیمت‌ها کاهش یابد؛ در پایان سال ۱۹۸۶، قیمت یک سیستم معادل واقعی یک IBM PC با قیمت ۱۶۰۰ $ با RAM، 256K و دو هارد دیسک، تنها ۶۰۰$ بود، که پایین‌تر از قیمت Apple IIc بود. مصرف‌کنندگان شروع به خرید تعداد زیادی از رایانه‌های با سیستم عامل DOS برای مصرف خانگی کردند. رادیو Shack، پیش‌بینی کرد که نیمی از کلون‌های محبوب Tandy 1000 آن وارد خانه‌ها و نه شرکت شدند. مدل تازه‌وارد Leading Edge، یک درصد از بازار کامپیوترهای خانگی در ایالات متحده در آن سال را دربرمی گرفت، و برخی Toy "R"ها یک کلون ساخته شده توسط هیوندای را به فروش می‌رساندند. کلون‌های ارزان قیمت در فروش به مصرف‌کنندگان موفق بودند در حالی که IBM دو سال پیش در پروژهٔ PCjr شکست خورده بود؛ بر خلاف محصول IBM، آن‌ها هم سرعت یا حتی سریع تر از IBM PC و بسیار سازگار بودند. محبوبیت آن‌ها باعث شد که شرکت‌های مصرف‌کننده نرم‌افزار، تعداد محصولات سازگار با IBM خود را افزایش دهن. Electronic Arts نیز شروع به توسعهٔ بازی‌هایی که به‌طور خاص برای PC کرد که با تبدیلات به دیگر کامپیوترها مغایرت داشت.
در Consumer Electronics Show ژانویه ۱۹۸۷، هم Commodore و هم Atari کلون‌های خود را معرفی کردند. در سال ۱۹۸۷ صنعت PCبه قدری سریع در حال رشد بود که طرحی که سابقاً تنها کسب و کار بود به بزرگترین و مهم‌ترین بازار برای بازی‌های کامپیوتری تبدیل شد که تعداد زیادی بازی برای Apple II یا Commodore می‌فروخت. با کارت EGA video، یک کلون ارزان قیمت برای بازی‌های کامپیوتری از دیگر کامپیوترها بهتر بود. در سال ۱۹۸۹، ۸۰ ٪ از خوانندگان Compute! صاحب یک کامپیوتر DOS بودند، و این مجله اعلام کرد «تأکید بیشتر بر روی محاسبات خانگی MS DOS است». در سال ۱۹۹۰، Computer Gaming World به یک خواننده شاکی از عقیده‌های بسیار در مورد بازی‌های PC گفت «بسیاری از شرکت‌ها در حال حاضر تلاش می‌کنند که ابتدا محصولات MS DOS خود را کنار بگذارند». گزارش شده‌است که MS DOS، ۶۵ درصد از بازار بازی‌های کامپیوتری را در بر می‌گیرد، در حالی که Amiga Commodore 10% بازار را در اختیار دارد و همهٔ کامپیوترهای دیگر، از جمله Apple مکینتاش، زیر ۱۰٪ بودند و در حال کاهش. Amiga و اغلب دیگر شرکت‌ها، مانند آتاری و کامپیوترهای MSX2 مختلف، تا زمانی در بازار باقی ماندند که سیستم‌های سازگار با PC قابلیت‌های چند رسانه‌ای کافی برای رقابت با رایانه‌های خانگی را به دست آوردند. با ظهور نسخه‌های ارزان قیمت کارت VGA video و کارت صدای Sound Blaster (و کلون‌های آن)، اغلب رایانه‌های خانگی باقی مانده از بازار رانده شدند.
تا سال ۱۹۹۵، به غیر از مکینتاش، تقریباً هیچ سیستم مصرف گرای جدید فروخته نمی‌شد مگر آنکه کلون IBM PC باشد. Amiga و مکینتاش در ابتدا از خانوادهٔ پردازنده‌های ۶۸۰۰۰ موتورولا استفاده می‌کردند، و بعدها به معماری PowerPC روی آوردند. در طول دههٔ ۱۹۹۰، Apple به‌طور پیوسته طرح مکینتاش را از رابط توسعهٔ اختصاصی تغییر داد تا از استانداردهای صنعتی در حال ظهور، مانند IDE, PCI و USB، استفاده کند. در سال ۲۰۰۶، Apple معماری مکینتاش را به Intel x86 تغییر داد. کامپیوترهای مدرن مکینتاش لزوماً سازگار با IBM PC، دارای توانایی راه‌اندازی Microsoft Windows و اجرای اکثر نرم‌افزارهای سازگار با IBM PC هستند، اما هنوز حافظ عناصر یکتای طراحی ای است که از سیستم عامل Mac OS X حمایت می‌کند.